# او.بی. کلارنس
او. بی. کلارنس (انگلیسی: O. B. Clarence؛ ‏ ۲۵ مارس ۱۸۷۰ – ۲ اکتبر ۱۹۵۵) بازیگر اهل بریتانیا بود.
از فیلم‌ها یا برنامه‌های تلویزیونی که وی در آن نقش داشته‌است، می‌توان به تیری در تاریکی، هفت گناهکار، جمعه سیزدهم، نل گوئین، پدر و پسر، کاردینال، پیگمالیون، زندگی ربوده‌شده، مهمانسرای جامائیکا، سزار و کلئوپاترا، مدرسه اسرار، آرزوهای بزرگ و گاه‌شماری اشاره کرد.